# Maximilian Beck (Schauspieler, 1995)

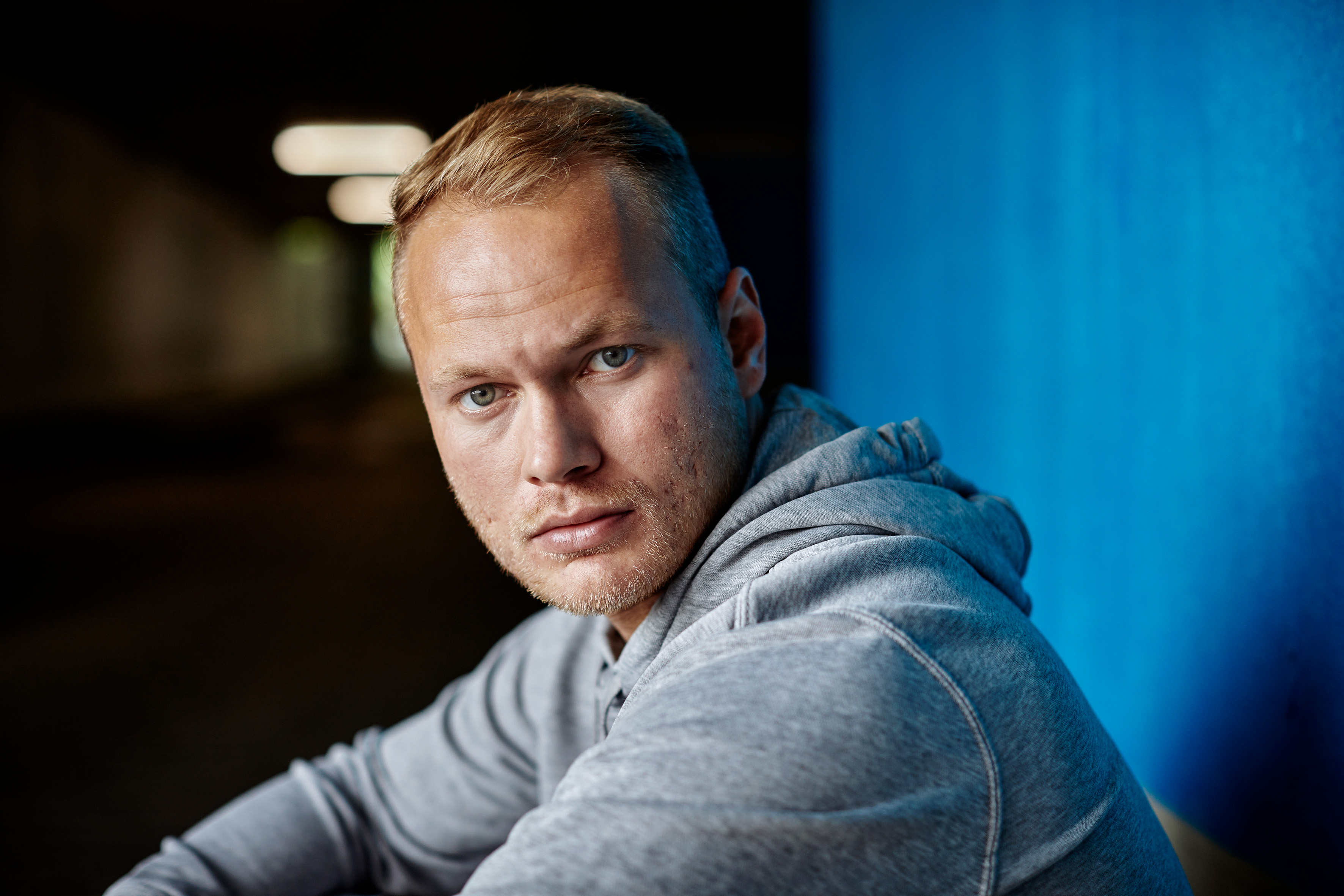
Max Beck, 2023

Max Beck (* 26. November 1995 in Hamburg als Maximilian Beck) ist ein deutscher Filmschauspieler.

## Werdegang
Mit 15 Jahren hatte Beck seine erste Rolle in der Hamburger ARD-TV-Serie Großstadtrevier. Beck besuchte von 2012 bis 2014 die New-Talent-Schauspielschule Hamburg. Im dänisch-deutschen Kinofilm Unter dem Sand – Das Versprechen der Freiheit spielte er die Rolle des jungen Minenräumers „August“. Es folgten Haupt- und Nebenrollen in Kino- und TV-Produktionen, darunter Wo kein Schatten fällt, SOKO Hamburg, Notruf Hafenkante und viele weitere.
Im Jahr 2022 spielt er in Folgen der Serien WaPo Elbe und Letzte Spur Berlin. In Jonathan Glazers Drama The Zone of Interest (2023) spielte Max Beck die Rolle des Fahrers der Familie Höss, Schwarzer.

## Filmografie (Auswahl)
- 2012, 2021: Großstadtrevier (Fernsehserie, 2 Folgen)
- 2014: Spreewaldkrimi: Mörderische Hitze
- 2014: Unter dem Sand – Das Versprechen der Freiheit
- 2015: Taxi
- 2016, 2022: Notruf Hafenkante (Fernsehserie, 2 Folgen)
- 2016: Sibel & Max (Fernsehserie, 2 Folgen)
- 2016: Unter Gaunern (Fernsehserie, 1 Folge)
- 2017: Morden im Norden (Fernsehserie, 1 Folge)
- 2018: So weit das Meer
- 2018: Wo kein Schatten fällt
- 2018, 2023, 2024: SOKO Hamburg (Fernsehserie, 3 Folgen)
- 2019: Ein ganz normaler Tag
- 2020: Ella Schön (Fernsehserie, 1 Folge)
- 2020: Die Schlacht um die Schelde (De slag om de Schelde)
- 2021: Die Liebe des Hans Albers
- 2021: Nihat – Alles auf Anfang (Miniserie)
- 2022: WaPo Elbe (Fernsehserie, 1 Folge)
- 2022: Letzte Spur Berlin (Fernsehserie, 1 Folge)
- 2023: The Zone of Interest